# 紙餡包子虛假新聞事件
北京纸箱馅包子事件是发生在2007年6月的北京电视台生活频道（BTV-7）工作人员被懷疑捏造新闻的事件。

## 新闻的内容
2007年6月，北京電視台生活頻道新聞專題節目《透明度》接獲馬姓包子業者舉報，指稱北京市眾多的流動攤販賣的包子都是“紙餡包子”。
6月15日8時，依據馬先生提供的線索，北京電視台生活節目中心記者在北京市朝陽區東四環街附近找到一個紙餡包子工廠。記者偷拍到的紙餡包子生產過程如下：該廠工作人員先在一個大鐵盆內裝滿火鹼（氫氧化鈉）溶液，把廢紙箱放進去泡爛，再用菜刀將泡爛的廢紙剁爛，隨後放入大量豬肉香精調味，將廢紙與猪肥肉以6比4的比例搅拌均匀，並加入大量食鹽掩蓋異味，包好之後放在破舊的蒸籠蒸熟拿去流動攤販販賣，每天至少賣出兩千個。
偷拍結束後，記者回到台內，作了一個實驗：把一張瓦楞紙板徒手撕碎，放入一個已裝滿火鹼溶液的燒杯裡面泡爛，取出泡爛的瓦楞紙，把泡爛的瓦楞紙揉成包子餡的樣子，這一團瓦楞紙的外觀確實與真正的包子餡相似。
7月3日14時，經由北京電視台記者的帶領，北京市工商局朝陽分局左家莊工商所的執法人員突擊檢查紙餡包子工廠，當場查獲紙餡包子的生產工具，並得知該工廠沒有營業執照也沒有衛生許可證，於是當場取締該工廠。7月8日19時20分，《透明度》播出《紙做的包子》專題，揭發紙餡包子，播出後轟動全市。該專題中，北京市海淀區衛生局衛生監督所綜合執法隊隊長周鳳武提醒，消費者最好不要去流動攤販買包子，紙餡包子通常氣味刺鼻、口味鹹重、外觀有漏餡。

## 新闻播出后的处分
北京市公安局组成专案组查案，2007年7月16日公布其调查结果：《透明度》栏目组临时人员訾北佳，化名“胡月”，用欺骗手段要求從陕西省来北京做早点生意的卫全峰等4人按其要求为其制作纸馅包子；然后，他又用自己的家用数码摄像机拍摄了制作过程，又获得播出。为此，訾北佳被刑事拘留，北京电视台生活频道公開道歉。2007年7月18日，在北京電視台北京衛視（BTV-1）晚間新聞節目《北京新聞》中，《北京新聞》男主播宣讀了《北京電視台向社會深刻道歉》聲明：“北京電視台生活頻道，對該報道審核把關不嚴，管理制度執行不力，致使該虛假報道得以播出，造成惡劣的社會影響。北京電視台為此向社會深刻道歉。”
北京電視台生活節目中心有三人遭撤職，分別是主持工作的副主任（該中心無正職主任）、分管《透明度》的副主任、《透明度》製片人；北京電視台台長劉愛勤被“通報批評”，北京電視台總編輯張曉遭受“行政警告”處分。
2007年8月12日，北京市第二中级人民法院開庭，根据《中华人民共和国刑法》第221条“损害商业信誉、商品声誉罪”，一审判处訾北佳有期徒刑一年、罚金人民币1000元。
人民網認為，訾北佳新聞造假是為了追求收視率。

## 後續
2007年7月18日晚間，新浪、搜狐等中國大陸主要入口網站原本高掛「紙包子是假新聞」字樣，隨後一度被撤，引起許多網友懷疑背後藏有內幕。
2007年7月19日，東森新聞兩位記者前往《紙做的包子》專題拍攝地點（北京市朝陽區太陽宮鄉十字口村13號院），發現紙餡包子工廠已經大門深鎖，該廠工作人員也不知去向。附近居民說，那根本是家只賣豆腐腦、油條的早餐店，根本不賣包子。
2007年7月19日，香港《明報》駐北京記者前往〈紙做的包子〉專題拍攝地點，遭遇看守該場地的不明身份人士推撞，並被威脅如果進去將會挨打。2007年7月20日，《明報》報道指稱，太陽宮鄉政府不僅拒絕派出工作人員協助該報記者採訪，還打電話要看守的人員嚴防記者。
2007年8月13日，事件中的商贩卫全峰等人委托律师向海淀法院递交诉状，起诉北京电视台侵犯名誉权，但于8月21日因不符合名誉权案件的受理条件，相关起诉被海淀法院驳回。
经过这一事件，网络上兴起了一个新词“临时工”，用于表示某些大事件中的受处分人，暗含高层推卸责任之意，传媒界的“临时聘用制”这一机制也遭到了批评。

## 批評與質疑
中华全国新闻工作者协会（中国记协）批評：“北京电视台生活频道对该报道审核不严，管理制度执行不力，致使虚假新闻得以播出；一些媒体不经核实就转发此消息，使得这起虚假新闻竟然能够招摇过市。这些必须引起新闻界的警醒。”要求新闻界采取切实可行的有力措施杜绝虚假新闻。
有人对于这个真相质疑，怀疑纸包子是訾北佳按照别的不良包子商家的方式指示卫某等制作的，政府部门公布这个真相是为了缓和公众对食品安全的担忧，以及維護在2008年北京奧運期間的形象。 也有人質疑，政府為免影響形象，把真新聞打成假新聞。
中国大陆雜誌《财经》引用中国青年政治学院新闻与传播系主任展江的话：“对于传播不实信息的公民和媒体从业者，不宜采取刑事手段。因为公民有宪法权利和其他民事权利，而媒体从业者造假的结果是在业界和社会上身败名裂，惩罚已经相当严厉。因为媒体公信力被滥用，要从系统中查找原因。”

## 参阅
- 张斌
- 腳尾飯事件
- 中國大陸媒體

## 外部連結
- 北京電視台生活節目中心，《透明度》：〈纸做的包子〉[永久]
- 中國中央電視台新聞頻道，《新聞社區》：〈街边小笼包 纸壳当肉馅〉 （页面存档备份，存于），《央视国际》，2007年7月11日

- 北京电视台，〈北京电视台向社会深刻道歉〉全文，《北京新闻》，2007年7月18日